# Prionyx kirbii
Prionyx kirbii ist eine Grabwespe aus der Familie Sphecidae. Die Art wurde 1827 von dem belgischen Entomologen Pierre Léonard Vander Linden als Ammophila kirbii erstmals beschrieben und ist die Typusart der Gattung Prionyx. Das Art-Epitheton kirbii ehrt offenbar den englischen Entomologen William Kirby (1759–1850). Seit 2020 gibt es erste Funde der Art in Deutschland.

## Merkmale
Die Grabwespen sind 13–18 mm lang. Sie besitzen eine schwarze Grundfärbung. Das Gesicht und die Stirn sind dicht mit weißlichen Härchen bedeckt. Der lange Petiolus (Stielchenglied) ist leicht nach unten gebogen. Die vordere Hälfte des Hinterleibs ist orange-hellrot gefärbt. Charakteristisch für die Art Prionyx kirbii sind die cremefarbenen schmalen Hinterränder der Tergite. Im Gegensatz zu den Weibchen ist der Hinterleib der Männchen schlanker. Das Weibchen besitzt an den Vordertarsen starke Borsten, die das Graben im Sand erleichtern.

### Verwechslungsarten
In Südfrankreich gibt es die Art Prionyx lividocinctus. Diese hat im Gegensatz zu Prionyx kirbii keine deutlich cremefarbenen Tergithinterränder.

## Verbreitung
Die Art Prionyx kirbii kam ursprünglich in Europa nur im Mittelmeerraum vor und hat ihr Vorkommen in den letzten Jahren Richtung Mitteleuropa erweitert. Seit 2020 gibt es erste Funde der Art an verschiedenen Orten in Deutschland. Bei GBIF dokumentierte Sichtungen und Nachweise (Stand 2025) reichen bis in die Niederlande und nach Norddeutschland und Polen. Nach Osten reicht das Vorkommen über Zentralasien (Kasachstan) bis nach China. Weiterhin kommt die Art offenbar in der Afrotropis (Südafrika) vor.

## Lebensweise
Trockenwarme Biotope mit Sandböden, häufig kahle Lichtungen, bilden den typischen Lebensraum der Grabwespen. Die Grabwespen werden zwischen Juni und Oktober beobachtet. Sie graben Nistlöcher ins Erdreich. Die Grabwespen erbeuten als Larvenproviant Feldheuschrecken (Acrididae), zwei bis vier pro Brutzelle. Diese werden überwiegend am Boden tragend zum Nest transportiert. Auf den etwa 4 cm langen senkrechten Nesteingang folgt ein 5 cm langer waagrechter Gang zu einer einzelnen Brutzelle. Nach Abschluss von Verproviantierung und Eiablage wird der Gang mit Sand und Steinchen verschlossen. Prionyx kirbii gilt als Besucher von Doldenblütlern und Lippenblütlern. Man beobachtet die Grabwespen gelegentlich an Grashalmen hängend beim Schlafen oder während einer Ruhepause. Sie beißen sich dabei mit ihren Mandibeln am Halm fest und klammern sich häufig zusätzlich noch mit ihren Beinen an diesen.

## Bilder und Video

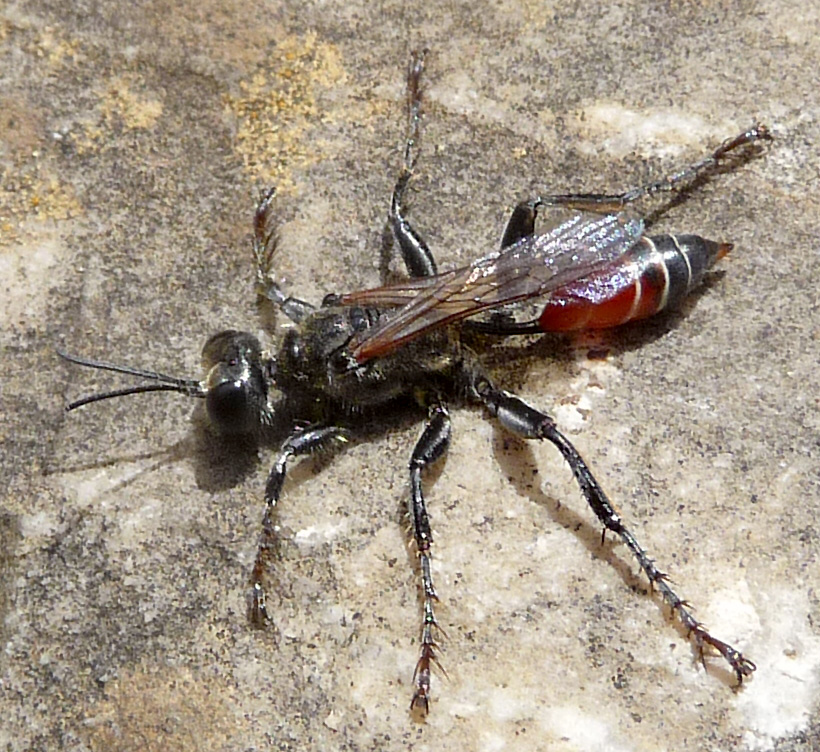
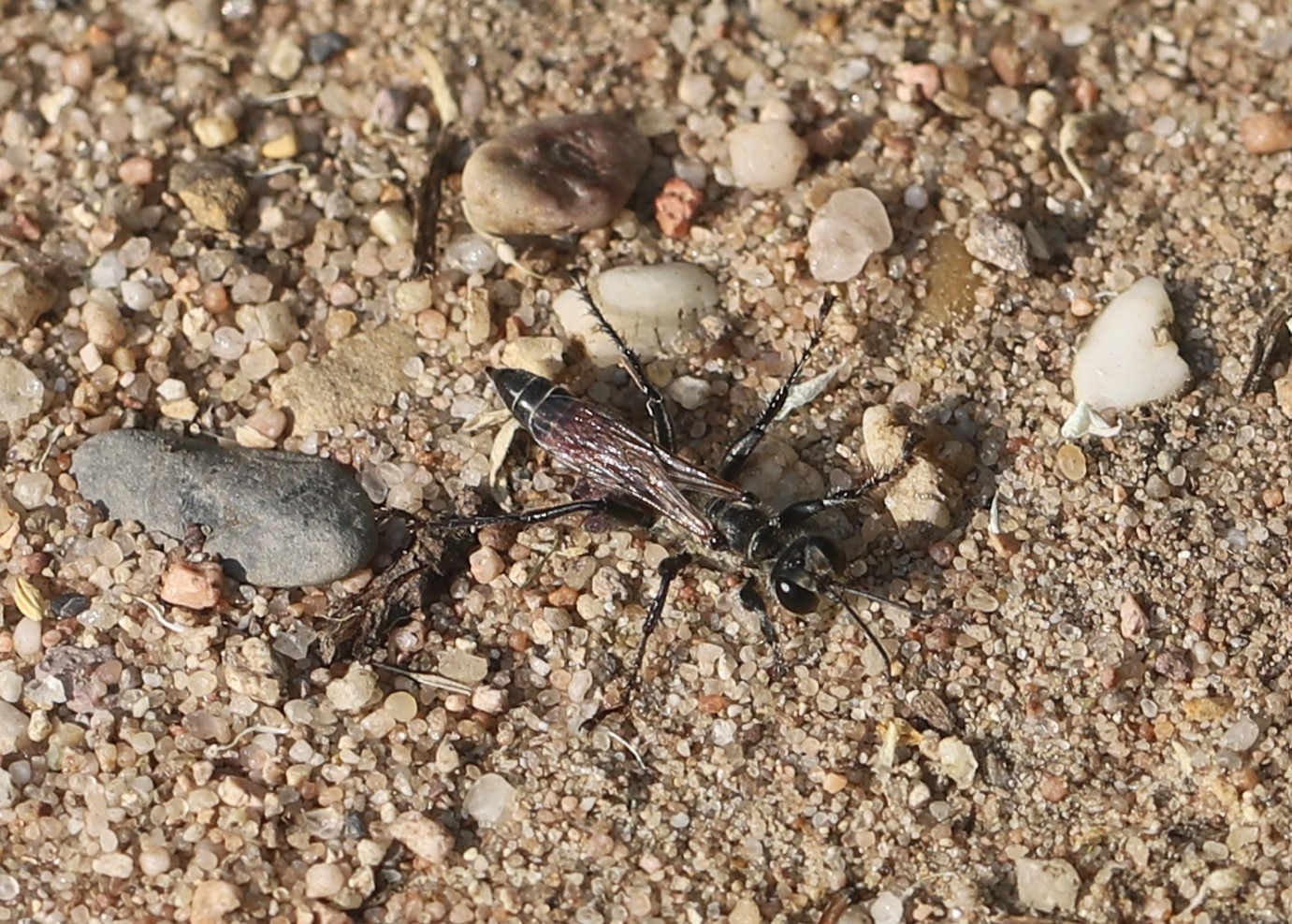
♀ Mitte August 2025 in der Schwetzinger Hardt
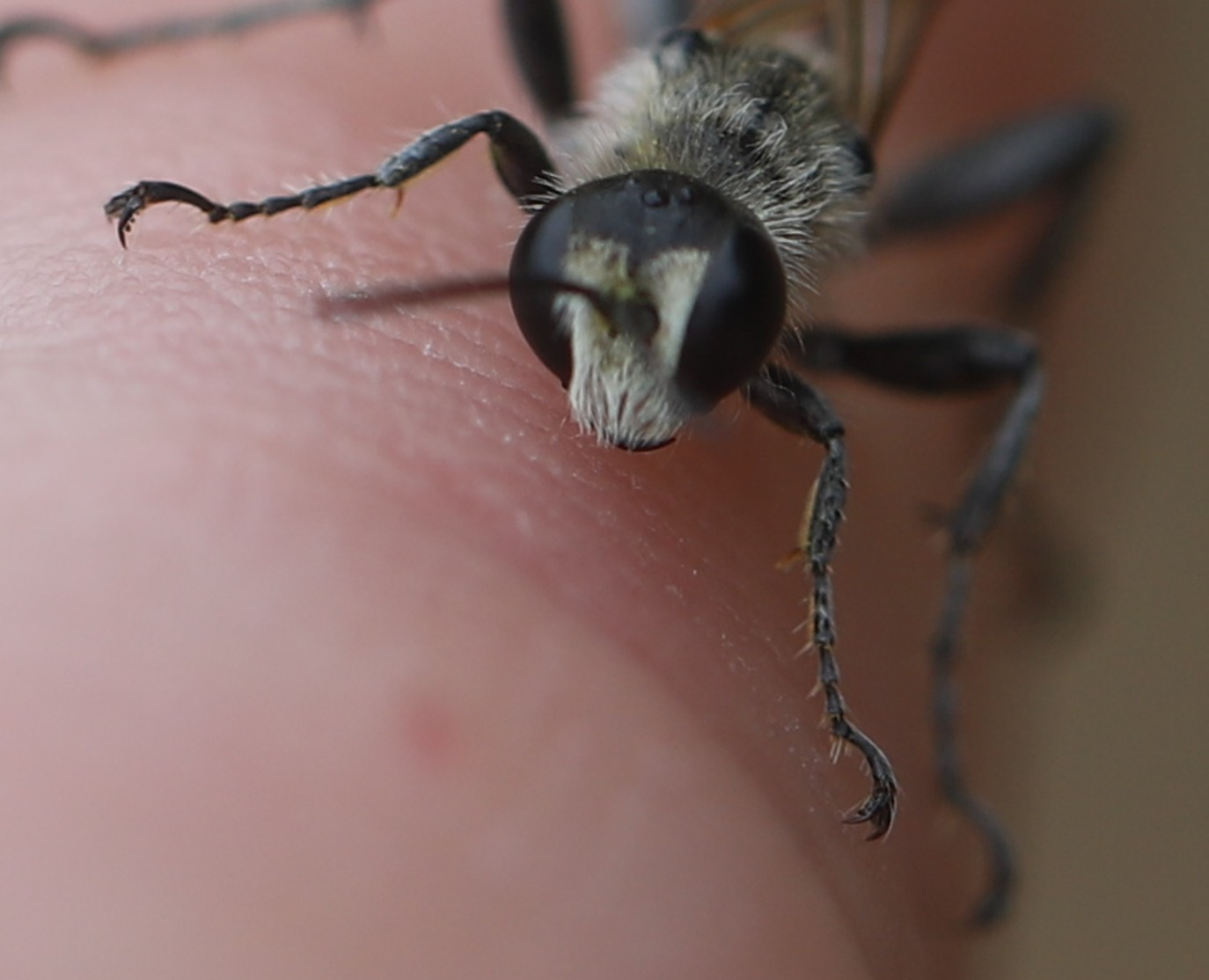
♀ Frontansicht
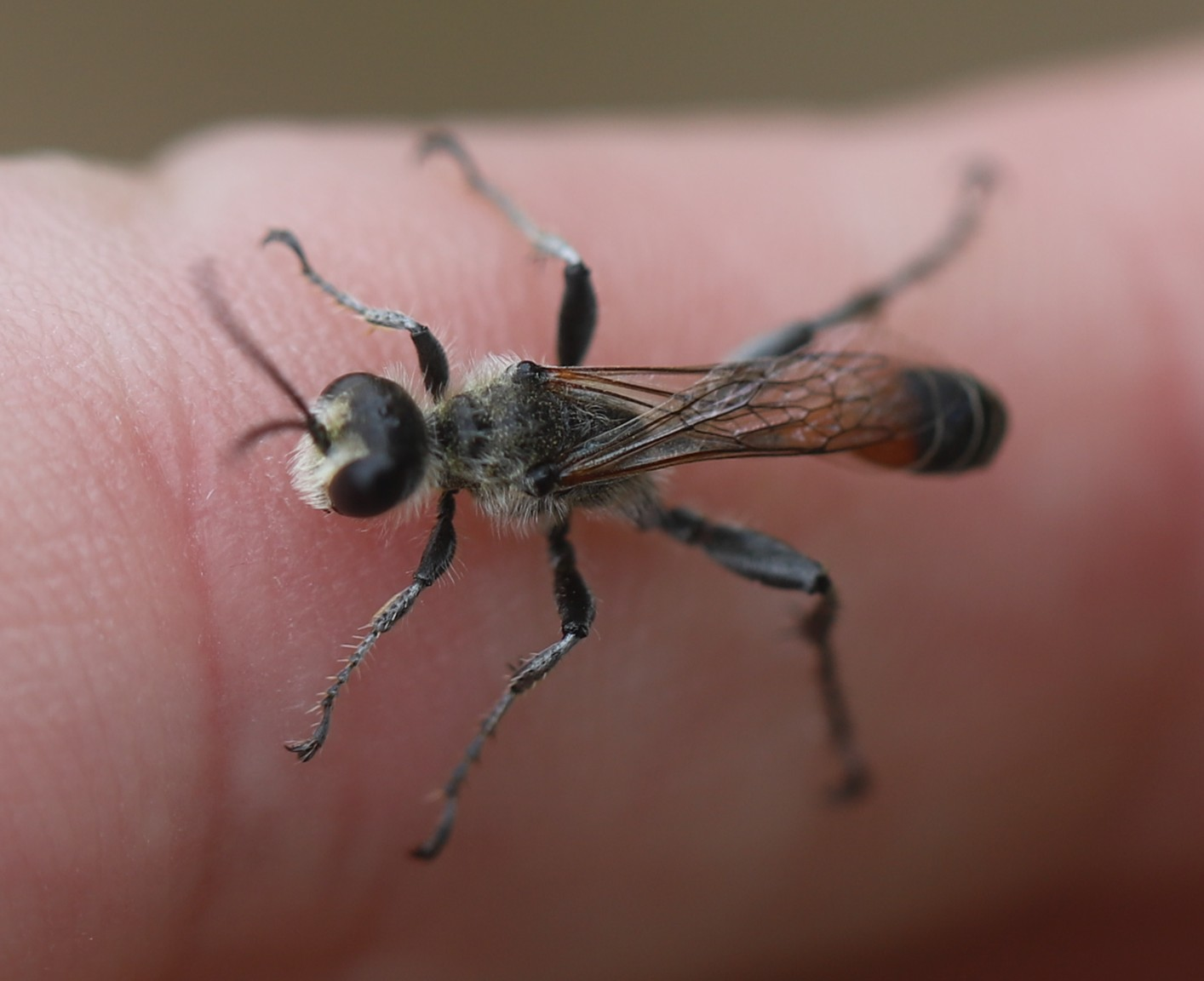
♀ Ansicht von oben
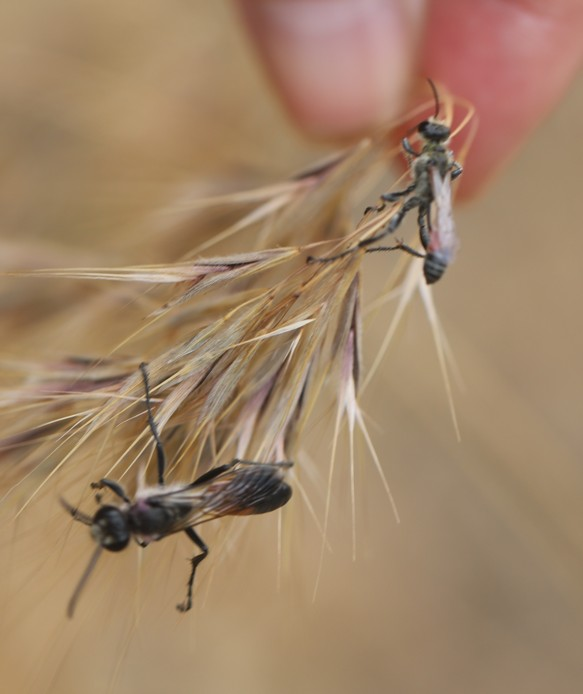
♀ rechts oben an Grashalm hängend; links unten eine andere Sphecidae-Art
- Video von Prionyx kirbii am Nistloch auf einem Sandweg in der Schwetzinger Hardt (42 sec)